# Ichneumon lewisii
Ichneumon lewisii là một loài tò vò trong họ Ichneumonidae.